# Cornelia Bradley-Martin
Pour les articles homonymes, voir Bradley et Martin.
Cornelia Bradley-Martin, née Sherman à Buffalo (New York) le 27 septembre 1845 et morte le 24 octobre 1920 à Inverness (Écosse), est une milliardaire américaine. 

## Biographie
Fille du financier Isaac Sherman, elle épouse en 1869 le milliardaire Bradley Martin (en). Elle était célèbre pour son importante collection de bijoux. 
Sa soirée costumée organisée le 10 février 1897 à l'hôtel Waldorf-Astoria à New York a suscité de nombreuses critiques dans la presse. En effet, ce soir-là, huit cents mondains ont dépensé environ 400 000 dollars pour imiter les rois et les reines. Cornelia Bradley-Martin avait en réalité voulu créer un stimulus économique pour la ville de New York qui était à la fin de la longue dépression débutée en 1873, marquée notamment par la grande panique de 1893. Son idée était de donner un bal costumé dans un délai si court que les invités n'auraient pas le temps de se procurer leurs apprêts de Paris et seraient ainsi obligés de les acheter localement. Le but était que les riches dépensent leur argent pour soutenir les entreprises new-yorkaises. 
Outre le jugement d'indécence, certains se sont interrogés sur la raison d'une telle opération alors que des investissements dans l'économie de la ville auraient pu avoir lieu sans cette soirée ; d'autres ont répondu qu'il était plus correct pour l'estime de soi des travailleurs qu'ils n'aient pas l'impression d'être soumis à une forme de charité. Enfin pour d'autres, le bal n'était qu'un prétexte à l'amusement,,. 
Le bal est un triomphe dans la vie mondaine new-yorkaise mais son image, jugée indécente, est négative malgré les intentions louables de Cornelia Bradley-Martin,. 
Après le bal, les milliardaires ont été soumis à un très important taux d'imposition. Le couple Bradley-Martin s'est alors exilé en Écosse où ils ont loué Balmacaan, un domaine de 260 km2. 
Cornelia Bradley-Martin est la mère de Bradley Martin (en) et de Cornelia, comtesse de Craven (en).
Elle est inhumée au cimetière de Green-Wood de Brooklyn. 
Jules Verne la mentionne dans son roman Le Testament d'un excentrique (partie 2, chapitre XIII).